# エンニオ・デ・コンチーニ
エンニオ・デ・コンチーニ（Ennio de Concini, 1923年12月9日 - 2008年11月17日）は、イタリアの脚本家、映画監督である。別名ヴァシリー・ペトロフ （Vassily Petrov）。

## 人物・来歴
1923年（大正12年）12月9日、イタリア王国（現在のイタリア共和国）ローマに生まれる。
第二次世界大戦後の1949年（昭和24年）に公開されたゴッフレード・アレッサンドリーニ監督の『さまよえるユダヤ人』の脚本に参加、このクレジットがもっとも古い記録である。
ピエトロ・ジェルミ監督の『刑事』の脚本で、1960年（昭和35年）、同作の脚本を共同執筆したジェルミ、アルフレード・ジャンネッティとともにナストロ・ダルジェント最優秀脚本賞を受賞する。ピエトロ・ジェルミ監督の『イタリア式離婚狂想曲』の脚本で、同作の脚本を共同執筆したジェルミ、アルフレード・ジャンネッティとともに1962年（昭和37年）にはナストロ・ダルジェント最優秀脚本賞を受賞、1962年（昭和37年）には第35回アカデミー賞脚本賞を受賞する。
2003年（平成15年）に公開されたカルロ・リッツアーニ監督の『古代アッピア作戦』の脚本に参加、これが遺作となった。
2008年（平成20年）11月17日、長い闘病の末に死去した。満84歳没。同市内にあるヴェラーノ墓地に眠る。

## おもなフィルモグラフィ
169作の脚本作がある。

### 1950年代
- 『さまよえるユダヤ人』 L'ebreo errante : 監督ゴッフレド・アレッサンドリーニ、1949年 - 脚本・原案
- 『紅薔薇は山に散る』 Il brigante Musolino : 監督マリオ・カメリーニ、1950年 - 脚本・原案
- 『灰色の罠』 Il tradimento : 監督リッカルド・フレーダ、1951年 - 脚本・原案
- 『ギャングと過ごすヴァカンス』 Vacanze col gangster : 監督ディーノ・リージ、1951年 - 脚本・原案
- 『黒海賊の娘ヨランダ』 Jolanda la figlia del corsaro nero : 監督マリオ・ソルダーティ、1952年 - 脚本・原案
- 『人間魚雷』 I sette dell'orsa maggiore : 監督ドゥイリオ・コレッティ、1953年 - 脚本・原案
- 『ユリシーズ』 Ulysses : 監督マリオ・カメリーニ、1954年 - 脚本・原案
- 『特攻魚雷作戦』 Siluri umani : 監督アントニオ・レオンヴィオラ、1954年 - 脚本・原案
- 『空挺部隊』 Divisione Folgore : 監督ドゥイリオ・コレッティ、1954年 - 脚本・原案
- 『大いなる希望』 La grande speranza : 監督ドゥイリオ・コレッティ、1954年 - 脚本・原案
- 『侵略者』 Attila : 監督ピエトロ・フランチオーゾ、1954年 - 脚本・原案
- 『マンボ』 Mambo : 監督ロバート・ロッセン、1950年 - 脚本・原案
- 『バストで勝負』 La bella mugnaia : 監督マリオ・カメリーニ、1955年 - 脚本・原案
- 『大進軍』 Orlando e i Paladini di Francia : 監督ピエトロ・フランチオーゾ、1956年 - 脚本・原案
- 『第五戦線・遠い道』 Londra chiama Polo Nord : 監督ドゥイリオ・コレッティ、1956年 - 脚本・原案
- 『鉄道員』 Il ferroviere : 監督ピエトロ・ジェルミ、1956年 - 脚本・原案
- 『戦争と平和』 War and Peace : 監督キング・ヴィダー、協力監督マリオ・ソルダーティ、1956年 - 脚本・原案
- 『医師と祈祷師』 Il medico e lo stregone : 監督マリオ・モニチェリ、1957年 - 脚本・原案
- 『青い大きな海』 La grande strada azzurra : 監督ジッロ・ポンテコルヴォ、1957年 - 脚本・原案
- 『さすらい』 The Cry : 監督ミケランジェロ・アントニオーニ、1957年 - 脚本・原案
- 『ヘラクレス』 Le fatiche di Ercole : 監督ピエトロ・フランチーシ、1958年 - 脚本・原案
- 『マラソンの戦い』 La battaglia di Maratona : 監督ジャック・ターナー、1959年 - 脚本・原案
- 『ヘラクレスの逆襲』 Ercole e la regina di Lidia : 監督ピエトロ・フランチーシ、1959年 - 脚本・原案
- 『ヨーロッパの夜』 Europa di notte : 監督アレッサンドロ・ブラゼッティ、1959年 - 脚本・原案
- 『刑事』 Un maledetto imbroglio : 監督ピエトロ・ジェルミ、1959年 - 脚本・原案
- 『白い道』 : 監督カルロ・リッツァーニ、1959年 - 脚本

### 1960年代
- 『SOS地球を救え』 Space Men : 監督アンソニー・デイジーズ（アントニオ・マルゲリーティ）、1960年 - 脚本・原案
- 『残酷な夜』 La lunga notte del '43 : 監督フロレスタノ・ヴァンチーニ、1960年 - 脚本・原案
- 『クレオパトラ』 Le legioni di Cleopatra : 監督ヴィットリオ・コッタファーヴィ、1960年 - 脚本・原案
- 『カルタゴ』 Cartagine in fiamme : 監督カルミネ・ガローネ、1960年 - 脚本・原案
- 『マチステ』 Maciste nella valle dei re : 監督カルロ・カンポガッリアーニ、1960年 - 脚本・原案
- 『ペルシャ大王』 Esther and the King : 監督ラオール・ウォルシュ / マリオ・バーヴァ、1960年 - 脚本・原案
- 『血ぬられた墓標』 La maschera del demonio : 監督マリオ・バーヴァ、1960年 - 脚本・原案
- 『太陽の誘惑』 I delfini : 監督フランチェスコ・マゼッリ、1960年 - 脚本・原案
- 『アマゾンの女王』 : 監督ヴィットリオ・サラ、1960年 - 脚本
- 『スパルタの若獅子』 : 監督ピエトロ・フランチオーゾ、1960年 - 脚本
- 『ポンペイ最後の日』 : 監督マリオ・ボンナルド、1960年 - 脚本
- 『地球最終戦争』 Il pianeta degli uomini spenti : 監督アントニオ・マルゲリーティ、1961年 - 脚本・原案
- 『豪快!マルコ・ポーロ』 Marco Polo : 監督ヒューゴ・フレゴネーゼ、1961年 - 脚本・原案
- 『ロード島の要塞』 Il colosso di Rodi : 監督セルジオ・レオーネ、1961年 - 脚本・原案
- 『逆襲!大平原』 Romolo e Remo : 監督セルジオ・コルブッチ、1961年 - 脚本・原案
- 『イタリア式離婚狂想曲』 Divorzio all'italiana : 監督ピエトロ・ジェルミ、1961年 - 脚本・原案
- 『ザ・ウィッチィズ・カース』 The Witch's Curse : 監督リッカルド・フレーダ、1962年 - 脚本・原案
- 『すてきなジェシカ』 Jessica : 監督ジーン・ネグレスコ / オレステ・パレッラ、1962年 - 脚本・原案
- 『コンスタンチン大帝』 Costantino il grande : 監督リオネッロ・デ・フェリーチェ、1962年 - 脚本・原案
- 『戦場を駈ける女』 Madame Sans-Gene : 監督クリスチャン＝ジャック、1962年 - 脚本・原案
- 『タイタンの逆襲』 Arrivano i titani : 監督ドゥッチオ・テッサリ、1962年 - 脚本・原案
- 『知りすぎた少女』 La ragazza che sapeva troppo : 監督マリオ・バーヴァ、1963年 - 脚本・原案
- 『秘密大戦争』 The Dirty Game : 監督テレンス・ヤング / クリスチャン＝ジャック / カルロ・リッツァーニ、1965年 - 脚本・原案
- 『タヒチの誘惑』 : 監督フランコ・ロッシ、1965年 - 脚本
- 『ナポリと女と泥棒たち』 Operazione San Gennaro : 監督ディーノ・リージ、1966年 - 脚本・原案
- 『奇想天外・泥棒大作戦』 Operazione San Pietro : 監督ルチオ・フルチ、1967年 - 脚本・原案
- 『バスタード』 The Bastard : 監督ドゥッチオ・テッサリ、1968年 - 脚本・原案
- 『サン・セバスチャンの攻防』 La bataille de San Sebastian : 監督アンリ・ヴェルヌイユ、1968年 - 脚本・原案
- 『恋人たちの場所』 Amanti : 監督ヴィットリオ・デ・シーカ、1968年 - 脚本・原案
- 『アルデンヌの戦い』 : 監督アルベルト・デ・マルティーノ、1968年 - 脚本
- 『新・殺しのライセンス』 : 監督ジャンカルロ・ロミテッリ、1968年 - 脚本
- 『SOS北極.../赤いテント』 The Red Tent : 監督ミハイル・カラトーゾフ、1969年 - 脚本・原案
- 『さらば恋の日』 : 監督マウロ・ボロニーニ、1969年 - 脚本

### 1970年代
- 『炎の戦士ロビン・フッド』 L'arciere di Sherwood : 監督ジョルジョ・フェッローニ、1970年 - 脚本・原案
- 『青ひげ』 Bluebeard : 監督エドワード・ドミトリク、1972年 - 脚本・原案
- 『ダニエルとマリア』 Daniele e Maria : 1973年 - 監督・脚本・原案
- 『アドルフ・ヒトラー 最後の10日間』 Hitler: The Last Ten Days : 1973年 - 監督・脚本・原案
- 『荒野の処刑』 I quattro dell'apocalisse : 監督ルチオ・フルチ、1975年 - 脚本・原案
- 『ブルース・ダーンのザ・ツイスト』 Folies bourgeoises : 監督クロード・シャブロル、1976年 - 脚本・原案
- 『サロン・キティ』 Madam Kitty : 監督ティント・ブラス、1976年 - 脚本・原案
- 『ジャスト・ア・ジゴロ』 Schoner Gigolo : 監督デイヴィッド・ヘミングス、1978年 - 脚本・原案
- 『ジャクリーン・ビセット/抱いて…』 Amo non amo : 監督アルメニア・バルドゥッチ、1979年 - 脚本・原案

### 1980年代以降
- 『コップキラー』 Copkiller : 監督ロベルト・ファエンツァ、1983年 - 脚本・原案
- 『肉体の悪魔』 : 監督マルコ・ベロッキオ、1969年 - 脚本
- 『トスカニーニ』 Il giovane Toscanini : 監督フランコ・ゼフィレッリ、1988年 - 脚本・原案
- 『ドッグ・イン・パラダイス』 There Was a Castle with Forty Dogs : 監督ドゥッチオ・テッサリ、1990年 - 脚本・原案
- 『マルセリーノ・パーネ ヴィーノ』 Marcellino : 監督ルイジ・コメンチーニ、1991年 - 脚本・原案
- 『古代アッピア作戦』 Operazione Appia Antica : 監督カルロ・リッツアーニ、2003年 - 脚本・原案（遺作）

## 註
1. 1 2 3 4 5 6 7 8 9  Ennio de Concini, インターネット・ムービー・データベース （英語）, 2010年12月16日閲覧。
2. ↑  Ennio de Concini, allmovie （英語）, 2010年12月16日閲覧。
3. 1 2  Ennio de Concini, Find A Grave （英語）, 2010年12月16日閲覧。

## 関連事項
- イタリア式コメディ
- ヴェラーノ墓地 （en:Campo Verano, it:Cimitero del Verano）